# Lyle Nelson
Lyle Barber Nelson (* 9. Februar 1949 in McCall, Idaho) ist ein ehemaliger US-amerikanischer Biathlet.
Nelson nahm während seiner aktiven Karriere an vier Olympischen Winterspielen teil. Bei seinen ersten Winterspielen 1976 in Innsbruck belegte er im Einzelrennen über 20 Kilometer den 35. Platz. Im Staffelwettbewerb über vier Mal 7,5 Kilometer wurde er mit seinen Kollegen Dennis Donahue, John Morton und Peter Dascoulias Elfter. Vier Jahre später, bei den Olympischen Winterspielen 1980 in Lake Placid startete Nelson im Sprint und in der Staffel zusammen mit Martin Hagen, Donald Nielsen Jr. und Peter Hoag Jr. Er erreichte dabei die Plätze 19 und 8. Nelsons dritte Olympische Winterspiele erlebte er 1984 in Sarajevo. Im Einzelrennen über 20 Kilometer wurde er 26., in der Staffel mit Bill Carow, Donald Nielsen Jr. und Josh Thompson Elfter. Bei den Olympischen Winterspielen 1988 in Calgary trug Nelson die US-amerikanische Fahne bei der Eröffnungsfeier. Im Sprintrennen über 10 Kilometer belegte er Rang 30. Die Staffel mit Curt Schreiner, Darin Binning und Josh Thompson beendete er auf dem neunten Platz. Des Weiteren konnte Nelson während seiner Karriere 13. US-amerikanische und nordamerikanische Meistertitel gewinnen.
Nelson schloss 1971 sein Ingenieurstudium an der US Military Academy ab. Später erlangte er einen Masterabschluss von der University of Southern California und einen Doktor vom Fielding Institute. Anschließend arbeitete er Programmleiter für integrative Medizin am McCall Memorial Hospital.